# Фалёв, Павел Александрович
Павел Александрович Фалёв (8 октября 1888, Санкт-Петербург — 3 июля 1922) — русский и советский этнограф и тюрколог.

## Биография
Родился 8 октября 1888 года в Санкт-Петербурге. Окончил 15-е Рождественское начальное училище (1900) и 3-е городское реальное училище (1907), поступил на восточный факультет Императорского Санкт-Петербургского университета по разряду арабо-персидско-турецко-татарской словесности. Учился у Н. Я. Марра, В. Д. Смирнова, А. Н. Самойловича. Получив в 1912 году диплом 1-й степени и золотую медаль за выпускное сочинение «Ногайские сказания об Едигее и Тохтамыше», был оставлен при университете для подготовки к профессорскому званию. В марте 1913 года с целью совершенствования знаний отправился в научную командировку в европейские библиотеки Готы, Дрездена и Лейпцига. В апреле 1914 года выдержал экзамен на степень магистра турецко-татарской словесности и был откомандирован учёным советом восточного факультета в Таврическую губернию и Ставропольский край для собирания преданий крымских татар и ногайцев.
В июле 1915 года был допущен к преподаванию на кафедре османской словесности Петроградского университета. С сентября 1915 года — приват-доцент. В 1916 году по заданию Академии наук выехал на Кавказский фронт для проведения работ по регистрации и охране памятников древности. Изучал азербайджанский язык в Тбилиси и  Баку. Будучи младшим ассистентом Азиатского музея, работал над составлением описи рукописей на турецком языке, поступивших из Ванской экспедиции. После революции продолжил работать на кафедре. В 1919 году стал профессором факультета общественных наук. По совместительству преподавал на кафедре османского языка Практической академии восточных наук, в которой остался и после её слияния с Институтом народного хозяйства. С 1920 года преподавал «киргизский» (казахский) язык в Центральном институте живых восточных языков.
В 1921 году по заданию института был командирован в Туркестан в качестве руководителя экспедиции слушателей, направленных на учебную практику по изучению языков и быта местного населения. Принял предложение стать преподавателем «киргизского» (казахского) языка и введения в тюркскую филологию Туркестанского восточного института (Ташкент). Также занял должность руководителя отдела библиографирования Туркестанской государственной публичной библиотеки. Решив по просьбе СНК Туркестанской АССР навсегда остаться в Ташкенте, выехал в Петроград, чтобы перевести семью, личные вещи и урегулировать организационные вопросы. Умер 3 июля 1922 года, заразившись в дороге сыпным тифом.

## Научная деятельность
Занимался этнографическими исследованиями в Крыму. Исследовал новый османский язык среди проживавших там турок-османцев, фольклор крымских татар. Член Таврической учёной архивной комиссии (ТУАК) с 3 сентября 1914 года. Совместно с А. Н. Самойловичем работал над систематизацией и обработкой сборника пословиц, поговорок и примет крымских татар, в который вошли материалы А. А. Боданинского, Э. М. Мартино и О. Мурасова. Ценное научное значение имеет предисловие, написанное Фалёвым для этого сборника. Свои «Замечания» на это издание сделал В. А. Гордлевский, который заметил: 
В лице П. А. Фалёва перед нами новый тюрколог, обнаруживающий живой интерес и начитанность в памятниках народной литературы тюркских племён.
Некоторые статьи учёного печатались в Известиях ТУАК («Арабская новелла в Ногайском эпосе», «Из идеологии крымско-татарской интеллигенции»). В 1915 году Фалёв выполнил для ТУАК перевод на русский язык записок Эвлии Челеби о путешествии в Крым. С 1915 года сотрудничал в Восточном отделении Русского географического и Восточном отделении Русского археологического обществ. На заседаниях отделения выступал с докладами о народном эпосе ставропольских ногайцев и крымских татар. В 1918 году опубликовал работу «Ногайская сказка об Ак-Кобоке», относящуюся к фольклору ногайцев Ставрополья и Северного Причерноморья, народному эпосу крымских татар. Предпринял перевод части эпоса «Манас». В 1921 году был избран членом Туркестанского отдела Русского географического общества.
Библиографическим описанием трудов П. А. Фалёва занимались А. Э. Шмидт, Б. В. Лунин. Рукописное наследие учёного после его смерти хранилось у В. В. Бартольда. 20 августа 1922 года А. И. Маркевич передал 16 писем к нему от Фалёва в библиотеку ТУАК.

## Труды
- Пословицы, поговорки и приметы крымских татар, собранные А. А. Боданинским, Э. Л. Мартино и О. Мурасовым / под ред. А. Н. Самойловича и П. А. Фалёва; предисл. П. Фалёва. — Симферополь: тип. Тавр. губ. земства, 1914. — 67 с.
- Пословицы, поговорки и приметы Крымских татар, собранные г. г. Боданинским, Мартино и Мурасовым / под ред. А. Н. Самойловича и П. А. Фалёва; предисл. П. А. Фалёва // Известия Таврической учёной архивной комиссии. — Симферополь, 1915. — № 52. — С. 1—67.
- Арабская новелла в Ногайском эпосе // Известия Таврической учёной архивной комиссии. — Симферополь, 1915. — № 52. — С. 196—212.
- Турецкие писатели о причинах упадка Турции. — Петроград: Типо-лит. Н. И. Евстифеева, 1916. — 20 с.
- Из идеологии крымско-татарской интеллигенции // Известия Таврической учёной архивной комиссии. — Симферополь, 1918. — № 54. — С. 279—288.
- Османские рукописи, поступившие в Азиатский Музей Российской Академии Наук с Кавказского фронта // Азиатский сборник. Из Известий Российской Академии Наук. Новая серия. — Петроград, 1918. — С. 1549—1630.
- Ногайская сказка об Ак-Кöбöк'е // Сборник Музея антропологии и этнографии имени императора Петра Великого. — Петроград, 1918. — Т. V, вып. 1. — С. 189—196.
- Введение в изучение тюркских литератур и наречий : Лекции, читанные профессором П. А. Фалёвым в 1921 году в Туркестанском восточном институте. — Ташкент: Туркестанск. гос. изд-во, 1922. — 40 с.
- Фет-али-Ахундов. Обманутые звёзды. Рассказ / пер. с тур. П. Фалёва; вступ. заметка П. Ф. // Восток. Журнал литературы, науки и искусства. — М.; Пб., 1923. — № 2. — С. 58—76.
- Старо-османский перевод «крымской» поэмы // Записки Коллегии Востоковедов при Азиатском Музее Российской Академии Наук. — Л., 1925. — Т. I. — С. 139—160.